# Mammillaria saboae
Mammillaria saboae är en kaktusväxtart som beskrevs av Charles Edward Glass. Mammillaria saboae ingår i släktet Mammillaria och familjen kaktusväxter.

## Underarter
Arten delas in i följande underarter:
- M. s. goldii
- M. s. haudeana
- M. s. saboae

## Bildgalleri

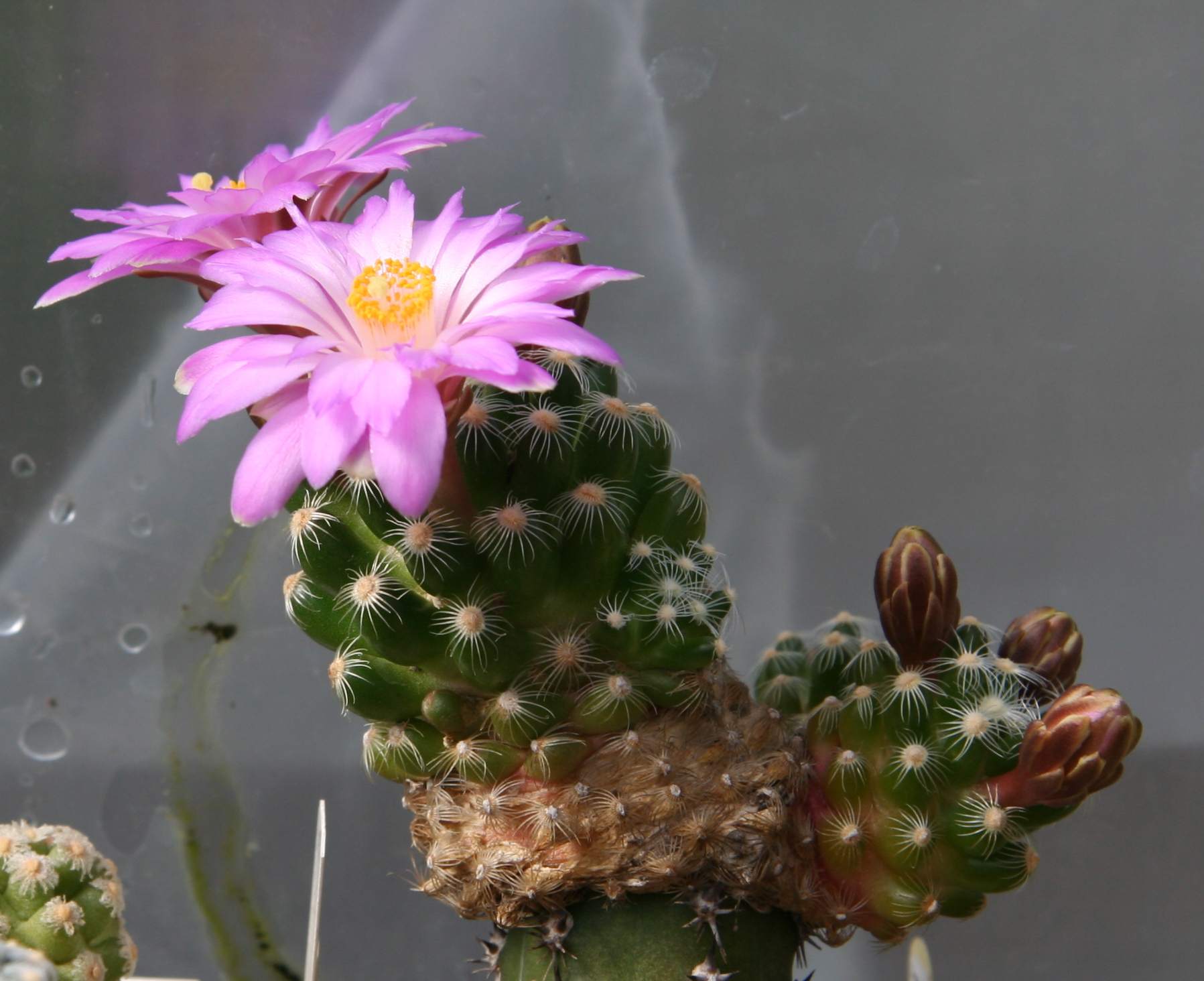
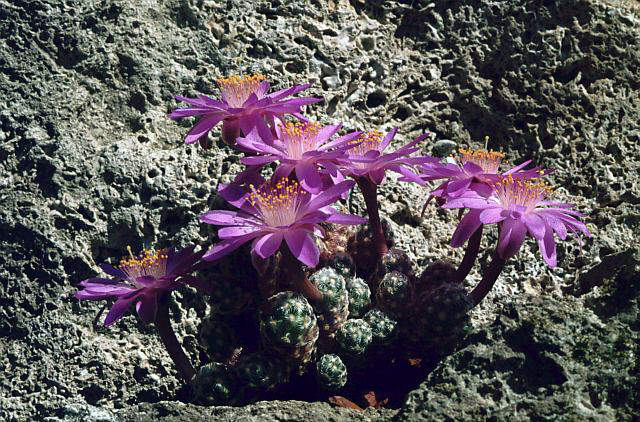
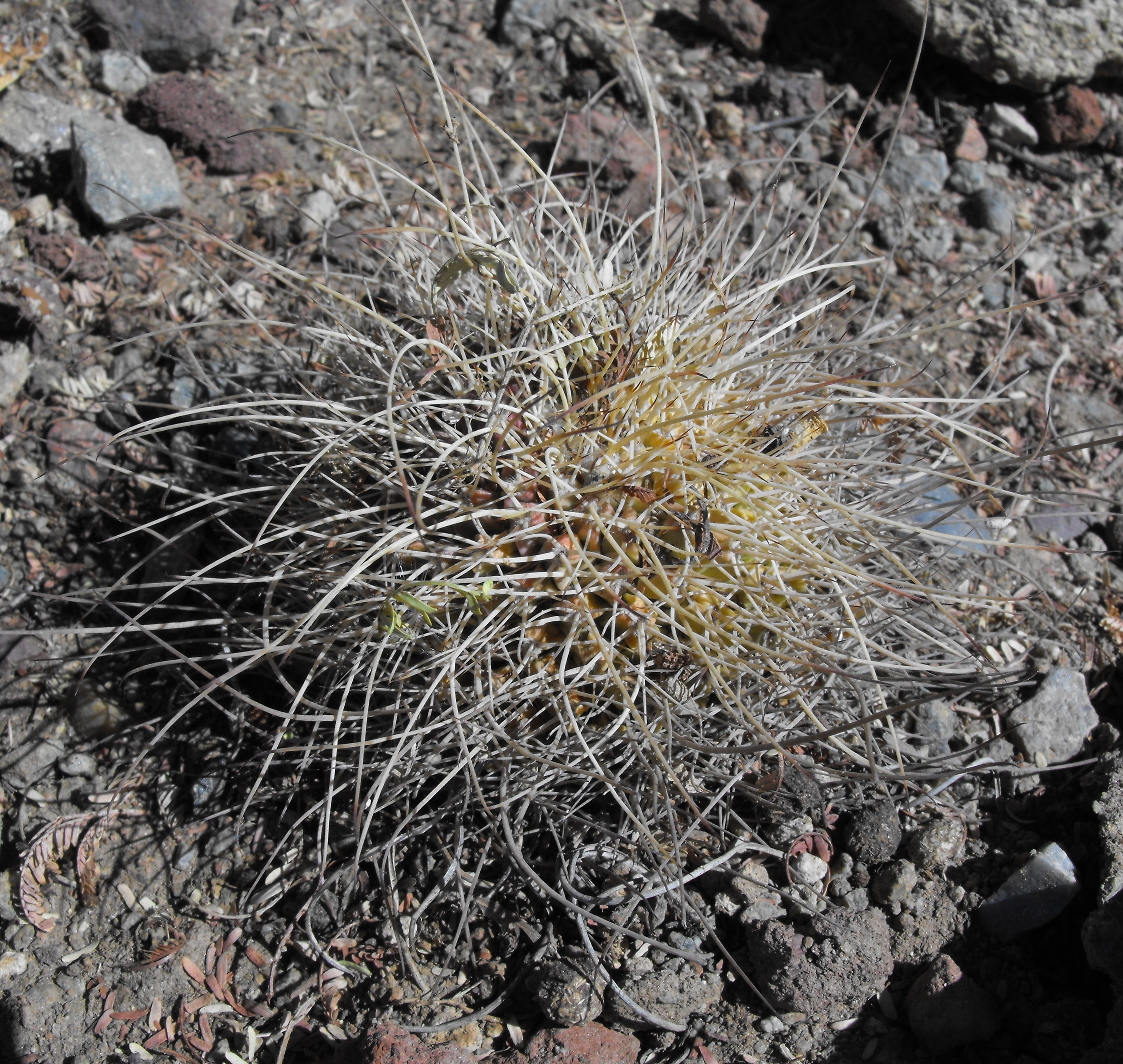